# Kutry torpedowe typu Aja
Kutry torpedowe typu Aja – izraelskie kutry torpedowe, zbudowane w latach 1951-1952 we Francji. Jednostki tego typu wzięły udział w wojnie sześciodniowej i wojnie na wyczerpanie; wycofane zostały w latach 1972–1974.
W latach 1951–1952 Izrael kupił od Wielkiej Brytanii kutry torpedowe typu Vosper, pochodzące z nadwyżek Royal Navy; do tych używanych jednostek zamówiono też w stoczni Chantiers Naval de Meulan nieco większe, choć zbliżone uzbrojeniem nowe kutry, później nazwane typem Aja. Zamówione w 1949, dostarczono je w latach 1951-1952 lub 1950-56.
Były to niewielkie jednostki o drewnianych kadłubach, o wyporności standardowej 62 t, długości 26 m, szerokości 6,3 m i zanurzeniu 1,5 m. Cztery dwunastocylindrowe silniki benzynowe Arsenal-Marine-Otto o łącznej mocy 4600 KM rozpędzały je do maksymalnej prędkości 42 węzłów. Zasięg przy prędkości maksymalnej wynosił 300 mil morskich (Mm), przy zmniejszonej do 29 węzłów – 600 Mm.
Początkowo uzbrojone były w armatę 40 mm i cztery działka 20 mm oraz dwie wyrzutnie torped kalibru 450 mm (choć często służyły jako jednostki artyleryjskie, bez uzbrojenia torpedowego). W latach sześćdziesiątych przeszły modernizację, podczas której wymieniono silniki benzynowe na dwa diesle Napier Deltic o łącznej mocy 5000 KM (wg Johna Moore’a 4600 KM), co m.in. poprawiło bezpieczeństwo. Zmieniono też kształt nadbudówki i dodano maszt z radarem. Uzbrojenie zmniejszono na ogół o dwa działka 20 mm; w późniejszych latach zdjęto kolejne działko 20 mm i wyrzutnie torped, a z początkiem lat 70. co najmniej dwa kutry miały działka 20 mm zamontowane i na dziobie i rufie. Po modernizacji załoga zwiększyła się z pierwotnych 14 do 15 osób.
Jednostki te nosiły numery zaczynające się od 200 i nazwy:
- „Aja” (T-207)
- „Baz” (T-201)
- „Daja” (T-202)
- „Jasur” (T-205)
- „Peres” (T-203)
- „Tachmas” (T-204)

Brały udział w wojnie sześciodniowej (m.in. w ataku na USS „Liberty”) i wojnie na wyczerpanie (m.in. w bitwie u wybrzeży Rumany).
Wycofano je ze służby w latach 1972–1974, aczkolwiek mogły zostać reaktywowane do pełnienia ograniczonej służby patrolowej w czasie wojny Jom Kipur (1973).

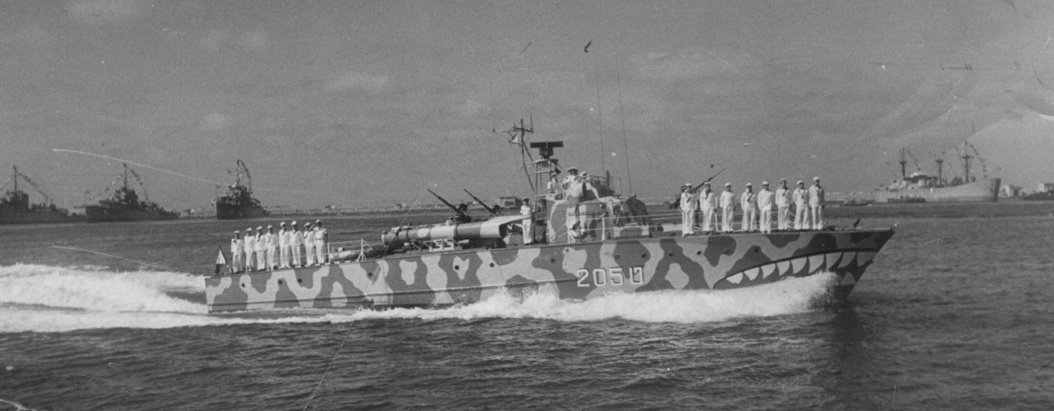
T-205 „Jasur” w nietypowym malowaniu
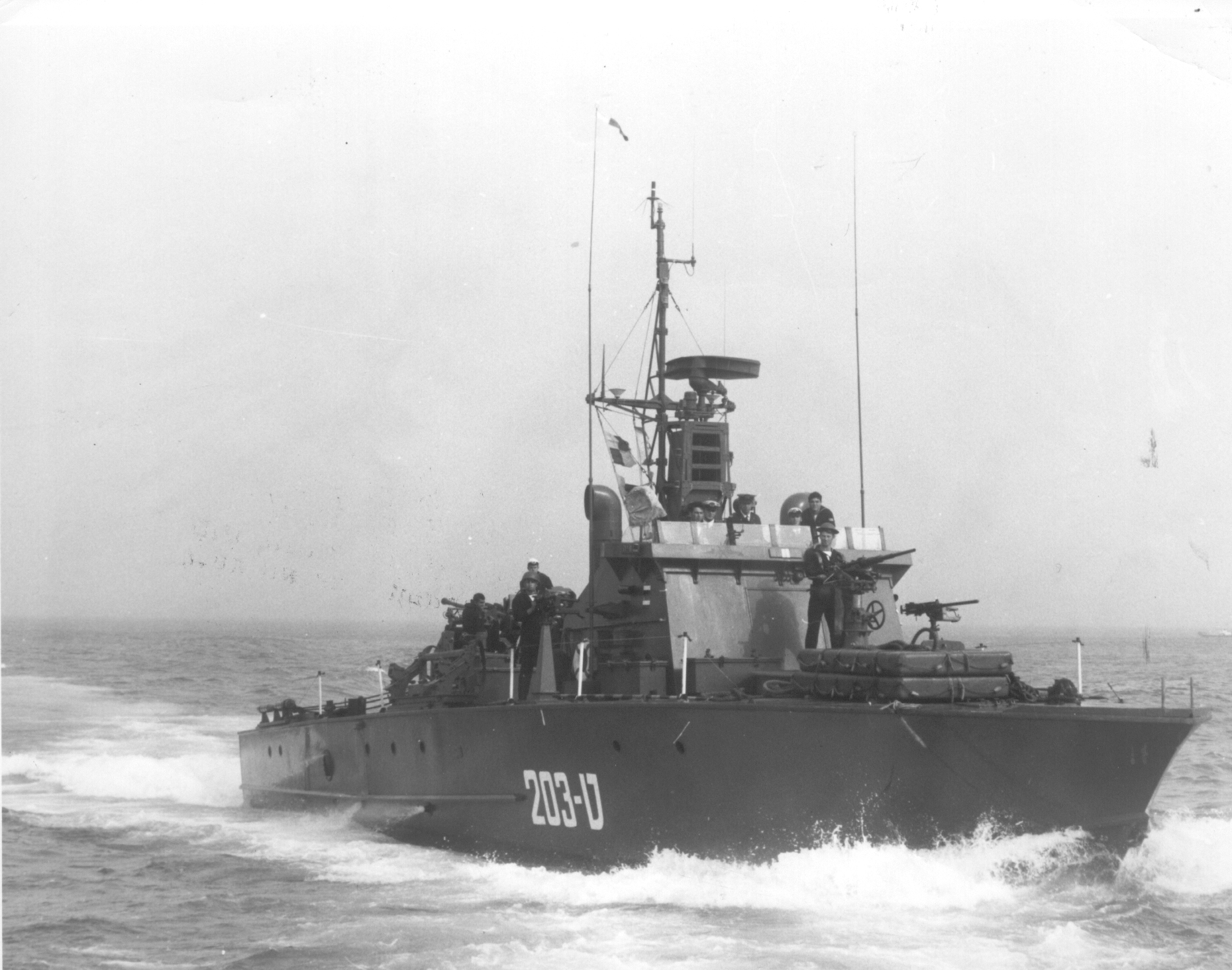
T-203 „Peres” w konfiguracji bez wyrzutni torpedowych
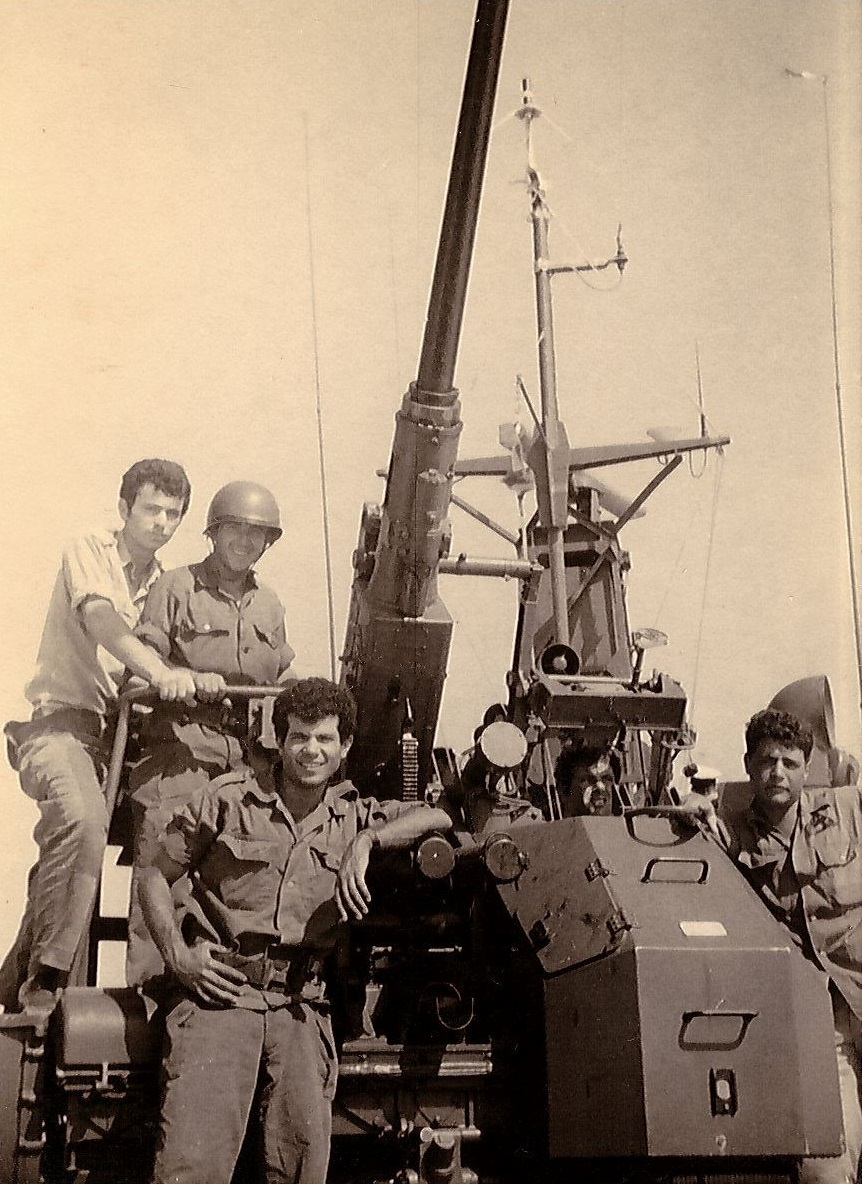
Armata 40 mm na T-205 „Jasur”
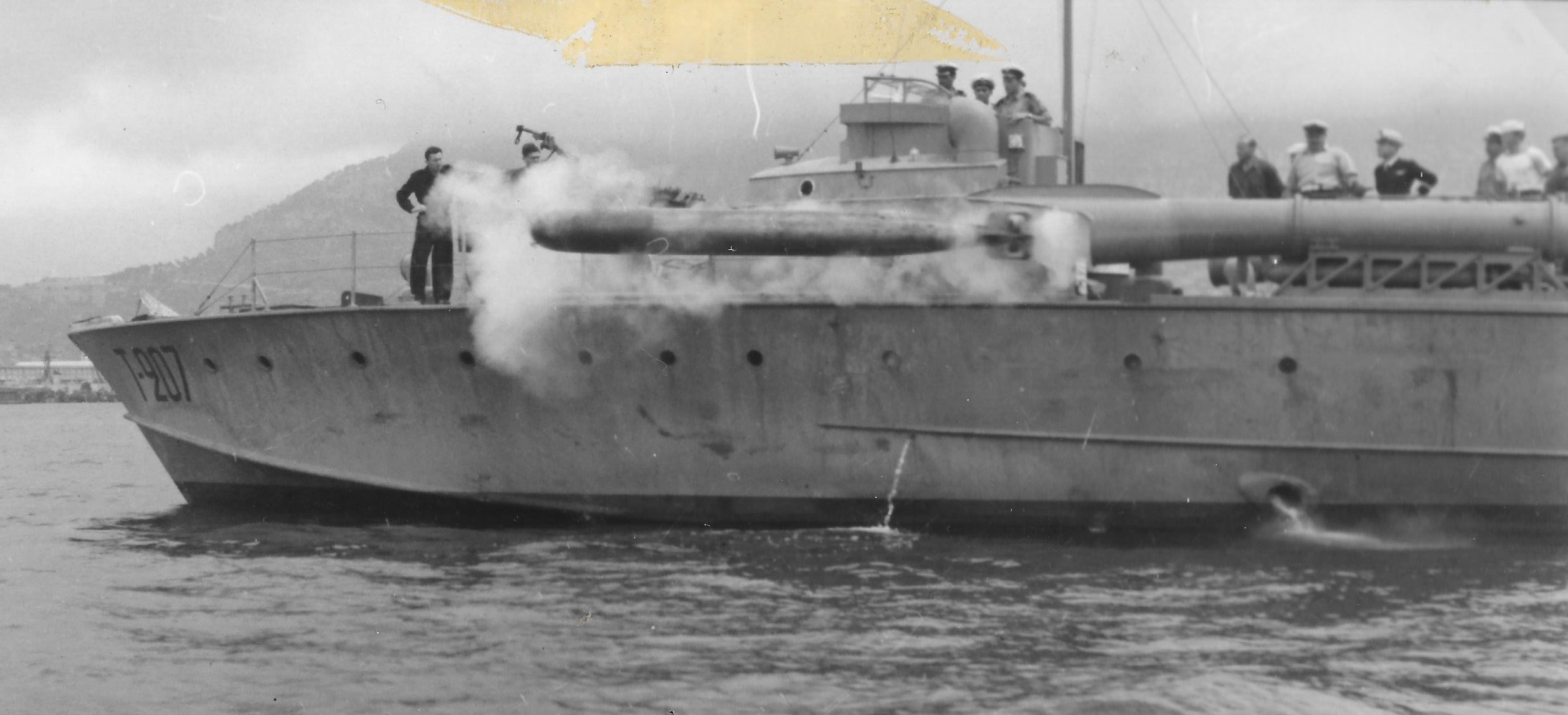
Strzał torpedowy podczas prób T-207 „Aja”